# Eucereon incospicuum
Eucereon incospicuum är en fjärilsart som beskrevs av Percy I. Lathy 1899. Eucereon incospicuum ingår i släktet Eucereon och familjen björnspinnare. Inga underarter finns listade i Catalogue of Life.